# Приготовление к преступлению
Приготовление к преступлению — это деяния лица, направленные на создание условий для будущего совершения преступления, не доведённые до конца по причинам, не зависящим от воли данного лица.
При приготовлении к преступлению лицо выполняет первые конкретные действия, направленные на обеспечение совершения будущего преступного посягательства, приступает к практической реализации своего преступного замысла. Непосредственно приготовительные действия не причиняют ущерба объектам уголовно-правовой охраны, однако они создают условия для причинения им вреда, чем и определяется их общественная опасность.

## Преступность и наказуемость приготовления
Преступными признаются не любые приготовительные действия, а только несущие в себе повышенную опасность. В законодательстве может устанавливаться перечень деяний, приготовление к которым является наказуемым (так, например, в Уложении о наказаниях уголовных и исправительных 1845 года в число таких деяний включались мятеж, убийство, подделка денежных знаков и поджог). 
В некоторых правовых системах приготовительные действия и вовсе признаются ненаказуемыми. Так, в немецком Уголовном уложении 1861 года наказуемым объявлялось лишь покушение, а момент возникновения наказуемости деяния связывался с началом выполнения. В американском праве действует схожая доктрина: в деле «Народ против Гранта» суд указал, что «простое приготовление, которое может состоять из планирования преступлений, изобретения, приобретения или организации средств для их осуществления, недостаточно для того, чтобы образовать покушение, независимо от того, насколько морально порицаемыми могут быть подобные действия». 
Однако при этом происходит расширение пределов того, что считается покушением на преступление. Например, по Модельному уголовному кодексу США, приобретение лицом огнестрельного оружия для совершения убийства считается «существенным шагом в направлении совершения преступления», т. е. покушением на убийство, в то время как, например, по российскому уголовному праву такие действия считаются приготовительными. Кроме того, как самостоятельные оконченные преступные деяния могут рассматриваться такие действия, как сговор на совершение преступления, подстрекательство к совершению преступления, приобретение определённых орудий и средств преступления (например, яда).
А. В. Наумов указывает, что «несмотря на внешние различия в уголовно-правовых формулировках, конкретное поведение лица, выразившееся в той или иной разновидности приготовления к преступлению, будет признано преступным и российским судом (в рамках приготовления к преступлению), и американским (в рамках покушения на преступление)».

## Деяния, которые могут признаваться приготовлением к преступлению
В качестве приготовления к преступлению могут рассматриваться:
- Приискание средств или орудий совершения преступления — это их приобретение для совершения преступления любым способом (покупка, получение в долг, хищение и т.д.).
- Изготовление — это создание средств или орудий самим лицом или по его просьбе другими лицами.
- Приспособление — изменение внешних форм и конструктивных особенностей предметов, которое необходимо для совершения преступления (переделка ружья в обрез; заточка металлического прута).
- Приискание соучастников — действия, направленные на вовлечение другого лица (или нескольких лиц) в совершение преступления.
- Сговор — это достижение соглашения между двумя или более лицами на совершение преступления.
- Иное умышленное создание условий — разнообразные действия (бездействие), необходимые для осуществления преступления, например изучение местности или территории предприятия, выключение охранной сигнализации и т. п.

Приготовление осуществляется к конкретному преступлению. Если лицо заготавливает орудие, которое в дальнейшем может быть использовано при совершении преступления, без намерения совершить конкретное деяние, «на всякий случай», такие действия не образуют приготовления к преступлению.

## Состав приготовления к преступлению
Приготовление может совершаться как путём действия, так и путём бездействия. При этом действие может быть простым или сложным, состоять из одного или нескольких актов поведения. Бездействие при приготовлении может заключаться, например, в невыполнении обязанности включить сигнализацию на охраняемом объекте.
При приготовлении к преступлению отсутствует непосредственное воздействие на объект преступления, лицо ещё не выполняет объективной стороны намеченного преступления. Приготовление к преступлению характеризуется собственной объективной стороной. 
Приготовление к преступлению может выполняться только с виной в форме прямого умысла. Преступление при этом не доводится до конца по не зависящим от лица обстоятельствам.
Данные признаки образуют состав приготовления к преступлению, который является отличным от состава преступления, к которому осуществляется приготовление. 

## Приготовление к преступлению в уголовном праве России
Уголовный кодекс РФ в ч. 1 ст. 30 признаёт приготовлением к преступлению приискание, изготовление или приспособление средств или орудий совершения преступления, приискание соучастников преступления, сговор на совершение преступления либо иное умышленное создание условий для совершения преступления, если при этом преступление не было доведено до конца по не зависящим от этого лица обстоятельствам (ч. 1 ст. 30 УК). 
Уголовно-правовая квалификация приготовления осуществляется со ссылкой на ч. 1 ст. 30 УК РФ.
Уголовная ответственность наступает за приготовление только к тяжкому и особо тяжкому преступлению. Срок или размер наказания за приготовление к преступлению не может превышать половины максимального срока или размера наказания за оконченное преступление, что соответствует распространённой (хотя и не общепринятой в законодательстве стран мира) практике снижения ответственности за приготовление к преступлению по сравнению с оконченным преступлением. За приготовление к преступлению не назначается смертная казнь или пожизненное лишение свободы.